# Raillimont

Raillimont este o comună în departamentul Ain, Franța. În 1 ianuarie 2022 avea o populație de 89 de locuitori.